# 티앤엘
주식회사 T&L은 대한민국의 의료용 제품 제조 및 고분자 소재 제품 제조를 바탕으로 의료용 제품, 고분자 소재 제품 연구개발 및 판매하는 기업이다.